# 伊庫盟
伊庫盟（Ekumen）是一個虛構的星際聯盟組織，出現在由美國作家娥蘇拉·勒瑰恩所撰寫的「瀚星諸事紀」（英語：Hainish Cycle）系列科幻小說中。勒瑰恩寫了一系列描述以瀚星為中心的跨星際人類文明（包括塔拉星（Terra）在內，即地球）初次相遇、建立外交關係、組建鬆散邦聯組織伊庫盟的故事。故事時間線則是過去與未來交錯並置，並非線性發展。在勒瑰恩筆下，瀚星是人類的原鄉，各行星人類文明（包括地球在內），都是古瀚星文明的殖民地。古瀚星文明操作基因工程實驗，讓各殖民地人類有不同的基因特徵，例如可在清醒時作夢的人類，或雌雄同體、每月僅有一小段發情期的人類等。瀚星諸事紀系列與勒瑰恩其他作品的寫作風格相同，她為各行星建構不同的社會、自然環境背景，從人類學與社會學視角探討人類如何在不同環境中生存、發展。
瀚星諸事紀系列得獎作品包括：《黑暗的左手》（1969年）、《一無所有》（1974年）、中篇小說《世界的詞語是森林》（1972年）、短篇小說《革命前夕》（1974年）等。
勒瑰恩本人時常否定「瀚星諸事紀」（英語：Hainish Cycle）此一概念，她在個人網站上寫道：「問題是，它們不是系列或傳奇。它們沒有形成連貫的歷史。沒錯，它們之間有些明顯的連結，但也有些地方非常模糊。」

## 歷史
數百萬年前，在銀河系中曾經有一個盛極一時的瀚星文明。瀚星人利用基因改造技術創造具有各種不同特徵的人種，分送往數十個環境互異的星球上，範圍遍及數百光年，其目的可能是為了殖民，也可能是一項野心龐大的實驗。後來瀚星文明突然急遽衰退，人員撤離各星球，留下改造後的人種自生自滅，其中有些發展興盛，有些因星球環境惡化而掙扎求存，有些則不幸滅絕。日後瀚星文明重新復甦，為過去的所作所為感到歉疚，而開始派遣使者前往各星球，試圖重新建立起各星系人類間的交流網絡，其具體形式即為星際聯盟～～伊庫盟。

## 成員
伊庫盟的成員為各有人居住星球上的政治實體（通常為國家），無分專制或共和政體，皆以平等地位加入。有些星球以一個整體加入，有些星球則有上百個成員。雖說如此，在故事中離開自己母星前往其他星球的人，大部分是以所屬星系來區分彼此。
成員的加入皆是由伊庫盟主動邀請。事實上，各星球在與伊庫盟接觸之前，皆不知有其他人類文明存在。為避免引發不必要的誤會與敵意，伊庫盟邀請新成員加入的標準流程如下：
1. 觀察員（investigators）秘密前往該星球，潛伏在當地社會之中，收集地理、氣候、生物、語言文化等資料。
2. 機動使（mobiles）以特使身分正式現身，向星球上的各政權傳達伊庫盟的訊息。為了不給對方造成威脅感，機動使必須單人行動，並且不得任意展現優勢科技（諸如呼叫星系間太空船進入行星軌道一類的）。此類任務相當困難，因為長久自我封閉的世界往往不相信有其他世界存在，也缺乏與外界交流的意願，機動使可能會遭受忽視，被放逐，甚至不幸喪命。如果機動使任務失敗，伊庫盟會在約一個世代之後再次派遣機動使，如此不斷嘗試，直到該星球能理解伊庫盟的存在與意圖為止。
3. 常駐使（stabiles）駐任於加入伊庫盟的星球，執行外交任務。有時也會派遣研究員（observers）前往該星球從事生物與社會文化的研究。

有幾個星系在系列中時常被提及，或者曾作為故事進行的所在地：

### 瀚星
所有星球上人類的起源，也是伊庫盟的發起者。在各星系間航行的近光速航行法亦為其所發明。

### 塔拉
即為我們所熟知的地球。在伊庫盟的時代，塔拉因為發展過度而導致行星沙漠化、資源耗竭，僅存五億人口。由於距離瀚星很近，塔拉是伊庫盟的草創成員之一，在系列故事中有許多要角是塔拉人。

### 賽提
包含兩個住人行星：烏拉斯和安納瑞斯，其中安納瑞斯上曾經成功推行完全無政府、所有資源共享的理想社會主義。賽提物理學家薛維克發現的「共時原理」可製造出「安射波」（Ansible）裝置，使各星系間能即時通訊而不受光速限制，是伊庫盟成長茁壯的重要基石。《一無所有》的故事發生於此。

### 格森
氣候嚴寒，生物僅能勉強生存於赤道附近。格森人為「雙性同體」，明顯異於其他星球的人類。《黑暗的左手》的故事發生於此。

## 引言
以下段落摘錄自《黑暗的左手》，扼要說明伊庫盟的成立宗旨：
物質上的利益，知識上的提升。擴充智識生活領域的繁複與飽滿度；增進總體和諧，增添超越神之榮光。同時，滿足好奇心、冒險心，以及喜悅。

## 作品列表
在伊庫盟系列中，勒瑰恩的主題偏重於人類學與社會學的議題，可歸於軟科幻的範疇。由於瀚星在故事中的重要性，這系列有時也被稱為瀚星系列（Hainish series）。

### 短篇故事
- "Semley's Necklace"（1964年）
- "Winter's King"（1969年）
- "Vaster then Empires and More Slow"（1971年）
- "The Day Before the Revolution"（1974年）

以上四篇收錄於The Wind's Twelve Quarters（1975年）
- "The Shobies' Story"（1990年）
- "Dancing to Ganam"（1993年）
- "Another Story, or A Fisherman of the Inland Sea"（1994年）

以上三篇收錄於A Fisherman of the Inland Sea（1994年）
- "Betrayals"（1994年）
- "Forgiveness Day"（1994年）
- "A Man of the People"（1995年）
- "A Women's Liberation"（1995年）

以上四篇收錄於Four Ways to Forgiveness（1995年）
- "Solitude"（1994年）
- "The Metter of Seggri"（1994年）
- "Unchosen Love"（1994年）
- "Coming of Age in Karhide"（1995年）
- "Mountain Ways"（1996年）
- "Old Music and the Slave Women"（1999年）

以上六篇收錄於The Birthday of the World（2002年）

### 長篇小說
- Rocannon's World（1964年）
- Planet of Exile（1966年）
- City of Illusions（1967年）
- 《黑暗的左手》（The Left Hand of Darkness，1969年）
- 《一無所有》（The Dispossessed，1974年）
- The Word for World is Forest（1976年）
- The Telling（2000年）